# والتر هول

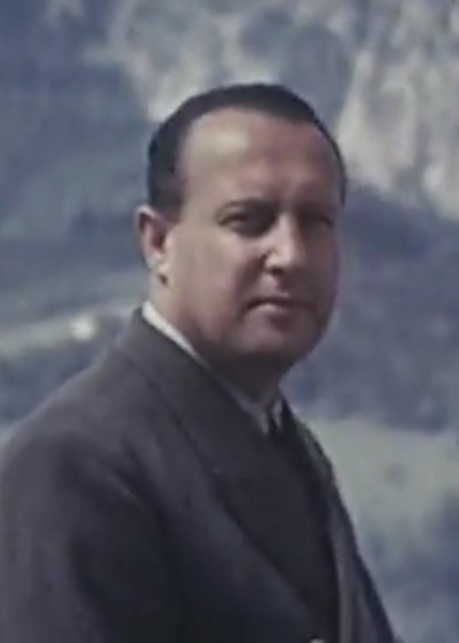
والتر هول در پیرامون ۱۹۴۴ میلادی

والتر هول (به آلمانی: Walther Hewel) (زادهٔ ۲۵ مارس ۱۹۰۴ – مرگ ۲ مهٔ ۱۹۴۵) دیپلمات آلمانی در خلال جنگ جهانی دوم و پیش از آن، ار اعضای قدیمی حزب ناسیونال‌سوسیالیست کارگران آلمان و یکی از دوستان شخصی آدولف هیتلر بود.

## زندگی
والتر هول که پسر یک کارخانه‌دار بود در کلن چشم به جهان گشود. در کودکی پدرش را از دست داد. او یکی از اعضای قدیمی حزب نازی بود. در ۱۹۲۳ او از دانشگاه فنی مونیخ فارغ‌التحصیل شد. همان سال در کودتای نافرجام مونیخ شرکت جست. در طول زندان هیتلر او به عنوان پیشکارش در زندان با او همراه بود. در سالهای پس از کودتا او در هند شرقی هلند (اندونزی کنونی) برای یک شرکت بریتانیایی قهوه می‌فروخت. در آنجا او شاخه‌ای از حزب نازی را با عضویت آلمان‌های تبعیدی سازماندهی کرد. در ۱۹۳۷ حزب در بسیاری از شهرهای هند شرقی هلند شعبه داشت. در دههٔ ۱۹۳۰ او به آلمان بازگشت و سپس به عنوان دیپلمات به اسپانیا اعزام شد. در ۱۹۳۸ هیتلر او را به آلمان فراخواند. در ۱۹۳۹ او در کنفرانس میان هیتلر و امیل هاخا -رئیس جمهور چک- حضور داشت.
در طول جنگ جهانی دوم، هول رابط میان هیتلر و یواخیم فون ریبنتروپ وزیر امور خارجه بود. در سالهای پایانی جنگ که هیتلر از فون ریبنتروپ دلسرد شده بود، رایزن اصلی او در امر امور خارجه هول بود. در ۲۱ آوریل ۱۹۴۴ او از یک سانحهٔ هوایی جان سالم به در برد. اندکی بعد او با پرستاری به نام الیزابت بلاندا پیمان زناشویی بست.
در ۱۹۴۵ او از کسانی بود که تا لحظه خودکشی هیتلر در کنارش بود. پس از آنکه در کنار گروهی به رهبری بریگادفورر ویلهلم مونکه از فورربونکر خارج شد. ولی چون اسارت را نزدیک دید در ۲ مه ۱۹۴۵ به همان شیوه‌ای که هیتلر به زندگی خود پایان داده بود، خودکشی نمود.
والتر هول را فردی خوش‌مشرب، شنونده‌ای خوب و سخن‌وری زبردست معرفی نموده‌اند.